# 山桜神社
山桜神社（やまざくらじんじゃ）は、岐阜県高山市にある神社である。鎮火、火の用心、家内安全、無病息災、商売繁盛、交通安全にご利益があるという。地元では「馬頭さま」と呼ぶ。毎年8月1日～15日には「馬頭の絵馬市」が開催され、にぎわう。
境内の火の見櫓は、1854年（嘉永7年）に火消しの「馬頭組」が建設されたもので、1878年（明治11年）頃再建し、1936年（昭和11年）に現在地に移転したもので、木造鉄板板ぶきの三層構造である。2007年（平成19年）に国の登録有形文化財に登録されている。

## 概略
- 祭神の山桜とは、江戸時代初期に実在した馬の名前である。飛騨国大野郡小八賀郷池之俣村（現・高山市丹生川町）の野生の馬で、高山城城主金森頼直に献上され頼直の愛馬となる。1657年（明暦3年）の明暦の大火では、高山藩の江戸屋敷が火に包まれてしまったのを、山桜は百間堀を飛び越えて、頼直を救ったという。言い伝えでは、頼直と家臣3人の計4人を一度に乗せて走ったという。
- 山桜はその功績により、晩年は中向町（現在の高山市本町2丁目）に厩舎をあてがわれた。山桜が死亡すると遺骸は火葬にされ、松倉山の山麓に葬られた。この厩舎の跡には社殿が建てられ、山桜神社として創建される。創建時期ははっきりしていないが、金森頼直の生前と伝えられており、1657年（明暦3年）～1665年（寛文5年）と推測される。
- 山桜は江戸から高山に戻った際、病気にかかってしまったという。山桜の病気は松倉城城主の姉小路氏の祟りとされ、松倉城跡付近の松倉大悲閣（通称・松倉観音）に元々祀ってあった馬頭観音（普段は飛騨三十三観音霊場の素玄寺に祀ってある）を修復したところ山桜の病気が治ったという。
- 1936年（昭和11年）、境内の拡張と社殿を改築する。このさい、火の見櫓を境内に移築する。

## 祭神
- 山桜

## 所在地
- 岐阜県高山市本町2丁目65

## 交通機関
- 高山本線高山駅より徒歩10分。

## 馬頭の絵馬市
- 毎年8月1～15日に、山桜神社で開催される絵馬市である。戦後より始められている。
- 和紙に描いた「紙絵馬」と、板に描いた「板絵馬」の2種類があり、描かれている絵は勢いよく駆ける馬や、背中に財宝を入れた袋をのせた馬などがある。馬の頭の向きが左向きと右向きがあり、家の壁に貼る。玄関などの入り口に頭を奥に向けて張ると祈願が叶うという。名馬の山桜にちなんで、絵馬は1円＝1万両の単位で売られる。
- 牛馬安全、養蚕安全、家内安全、商売繁昌、火の用心、交通安全などにご利益があるという。
- 馬頭観音を祀った松倉大悲閣（松倉観音）でも「松倉の絵馬市」が開催される。こちらは江戸時代から続く市であり、普段は素玄寺祀られている馬頭観音が松倉大悲閣に戻される期間（8月8日～10日）の開催である。